# Ryan Babel
Ryan Babel (født 19. december 1986 i Amsterdam) er en professionel hollandsk fodboldspiller, i øjeblikket på kontrakt hos Galatasaray. Han spiller typisk som angriber eller venstre fløj. Han har tidligere repræsenteret blandt andet Ajax, Liverpool, Hoffenheim, Fulham og Besiktas.
Babel har (per august 2020) spillet 63 kampe og scoret 10 mål for det hollandske fodboldlandshold.